# Irrlichter (Walzer)
Irrlichter ist ein Walzer von Johann Strauss (Sohn) (op. 218). Das Werk wurde am 31. Januar 1859 im Sofienbad-Saal in Wien erstmals aufgeführt.